# Stănița
Stănița es una comuna ubicada en el distrito de Neamț, Rumania.

## Superficie
Posee una superficie de 88,01 kilómetros cuadrados.

## Demografía
Hasta 2021 la población era de 1702 habitantes, con una densidad de población de 19,34 habitantes por kilómetro cuadrado.